# Durarara!!
Durarara!! (デュラララ!!  Dyurarara!!) là bộ light novel được viết bởi Ryohgo Narita và do Suzuhito Yasuda vẽ minh hoạ. Phiên bản anime chuyển thể cùng tên của được công chiếu vào cuối năm 2009. Tính đến năm 2014, tiểu thuyết kết thúc với mười ba tập do ASCII Media Works phát hành thuộc nhánh nhà xuất bản Dengeki Bunko. Manga Durarara!! xuất bản vào năm 2009 trên tạp chí GFantasy của Square Enix.

## Nội dung
Bối cảnh câu chuyện là thành phố Ikebukuro, Nhật Bản. Nhân vật chính, Ryugamine Mikado, mới từ quê chuyển lên Ikebukuro theo lời rủ rê của cậu bạn thân Kida Masaomi. Tại đây, Mikado luôn bị bất ngờ trước các nhân vật "huyền thoại" của thành phố: Quái xế không đầu cưỡi mô tô đen, gã bồi bàn có sức mạnh như Hercules, tên cò mồi thông tin xảo quyệt... Kida đã khuyên Mikado đừng gây thù chuốc oán với họ. Ở trường mới, Mikado kết bạn cùng Sonohara Anri - cô bé kính cận trầm tính; cậu cũng có cơ hội làm quen với những "huyền thoại" Ikebukuro và biết thêm nhiều sự việc, con người mới.
"Durarara!!" có nội dung cũng như dàn nhân vật rất độc đáo. Anime vẽ nên bức tranh đô thị phồn hoa náo nhiệt nhưng ẩn chứa vô số phi vụ mờ ám, những cuộc thanh toán giữa các băng đảng, những câu chuyện kì bí tưởng như không có thật... Ở Ikebukuro, hầu như ai cũng có một bí mật riêng, bản thân cậu học trò 15 tuổi Mikado cũng vậy.

## Nhân vật

### Ba nhân vật chủ chốt
- Ryugamine Mikado (竜ヶ峰 帝人?)

Sinh nhật: 21/3/1997
Giới tính: Nam
Nghề nghiệp: Học sinh học viện Raira
Nickname trên mạng: Tanaka Taro (田中太郎)
Seiyuu: Toyonaga Toshiyuki
Một cậu thiếu niên hiền lành, ít nói, tốt bụng, khi mới vào cấp ba cậu đã chuyển trường lên Tokyo để học chung với người bạn thuở nhỏ Kida Masaomi. Không ai biết Mikado chính là thủ lĩnh giấu mặt, người sáng lập ra băng Dollars, băng đảng nổi tiếng nhất Ikebukuro. Câu hay nói của Mikado: "Tôi không muốn sống một cuộc sống bình thường." Lúc còn ở quê nhà, Mikado rất khép kín, ít tiếp xúc với thế giới bên ngoài, vì thế cậu lên Internet tìm hiểu, tán gẫu và kết bạn, từ đó lập ra trang web băng Dollars. Mục đích của Mikado khi thành lập băng Dollars là thay đổi cuộc đời, làm việc thiện, nhằm giảm bớt những thành kiến xấu của xã hội về "băng đảng." Ý nghĩa tên đầy đủ của cậu là: Hàm rồng (Ryugamine), Hoàng đế (Mikado.)
- Kida Masaomi (紀田正臣?)

Sinh nhật: 19/6/1997
Giới tính: Nam
Nghề nghiệp: Học sinh học viện Raira
Nickname trên mạng: Bakyura
Seiyuu: Miyano Mamoru
Bạn thân từ hồi tiểu học của Mikado nhưng sau đó chuyển lên Tokyo năm cấp hai. Trước khi gặp lại nhau ở Ikebukuro, hai người thường chuyện trò trên mạng Internet. Khác với Mikado, Kida vui tính, cởi mở, đôi khi nói chuyện hơi điên khùng, bù lại cậu là người bạn rất tốt. Hồi cấp hai, Kida Masaomi từng cầm đầu băng "Khăn Vàng" (Yellow Turbans) nhưng sau một lần không cứu được bạn gái bị bắt cóc, Kida đã giải nghệ và rút khỏi giang hồ. Cậu ao ước sống như một học sinh trung học phổ thông bình thường, luôn cố bảo vệ Mikado tránh xa mặt tối của Ikebukuro. Kida không thể ngờ cậu bạn hiền lành của mình lại là thủ lĩnh băng Dollars.
- Sonohara Anri (園原 杏里?)

Sinh nhật: 31/10/1997
Giới tính: Nữ
Nghề nghiệp: Học sinh học viện Raira
Nickname trên mạng: Saika
Seiyuu: Hanazawa Kana
Bạn cùng lớp với Kida và Mikado, một cô bé kính cận trầm lặng, nhút nhát và đặc biệt vòng một rất to. Anri có hoàn cảnh bất hạnh, mồ côi cha mẹ từ nhỏ, không có bạn bè, hay bị thầy giám thị quấy rối. Người bạn đúng nghĩa đầu tiên của Anri là Kida và Mikado. Giống như hai người bạn, Anri có bí mật riêng. Trong người cô bé này là thanh quỷ kiếm Saika, thanh kiếm ban cho cô sức mạnh kinh hồn, chém đứt cả sắt thép và giúp cô sai khiến được kẻ khác, những kẻ mang trong mình "đứa con của Saika" (Saika's children.) Vì thế, tuy không phải thủ lĩnh giang hồ nhưng Anri nắm trong tay đạo quân hùng hậu trung thành chẳng kém băng đảng nào.

### Các nhân vật quan trọng
- Celty Sturluson (セルティ ストゥルルソン Seruti Sutoruruson?)

Quái xế không đầu, huyền thoại sống của Ikebukuro.
Nghề nghiệp: Người vận chuyển cho Orihara Izaya và trợ thủ của bác sĩ Kishitani Shinra.
Giới tính: Nữ
Người yêu: Kishitani Shinra
Nickname trên mạng: Setton
Seiyuu: Sawashiro Miyuki
Celty vốn là một "Dullahan" (kị sĩ không đầu) từ Ireland, du hành đến Nhật Bản để tìm ra cái đầu bị mất của mình. Trong một anime đầy những kẻ tính cách lập dị, Celty có lẽ là người duy nhất có đầu óc bình thường, mặc dù cô vốn không phải là "con người." Ngay cả khi đầu bị mất, Celty vẫn định hướng được xung quanh và lái xe rất tốt. Cô sống chung nhà với bác sĩ Shinra, khi ra ngoài cô luôn đội mũ bảo hiểm che đi cái cổ không đầu và sử dụng một cái máy đánh chữ mini để giao tiếp. Celty thích giúp đỡ người khác, hay ngượng mỗi khi nhắc đến tình cảm giữa mình và Shinra, rất sợ người ngoài hành tinh. Celty có năng lực điều khiển bóng và dùng nó trong chiến đấu và tự vệ. Cái đầu của Celty đã qua tay nhiều người, hiện giờ nó đang nằm trong tay Orihara Izaya.
Celty có lẽ là người duy nhất trong "Durarara" làm bạn được với Heiwajima Shizuo. Shizuo không bao giờ nổi nóng với Celty và luôn luôn giúp đỡ mỗi khi cô cần, anh từng bảo rằng mỗi lần nói chuyện với cô, anh đều cảm thấy thư thái hơn rất nhiều.
- Heiwajima Shizuo (平和島静雄?)

Biệt danh: Shizu-chan, do Izaya đặt.
Sinh nhật: 28/1
Nghề nghiệp: Đòi nợ thuê
Shizuo là tay bồi bàn khét tiếng ở Ikebukuro, làm vệ sĩ cho Tom - một đàn anh thời cấp hai, hiện đang là nhân viên một công ty đòi nợ. Anh sinh ra trong một gia đình bình thường, có đứa em trai nhỏ hơn 4 tuổi tên Kasuka nhưng bản thân anh lại không hề bình thường vì bị trời phú cho sức mạnh huỷ diệt. Nó phát huy ngay từ thời Shizuo còn học tiểu học, lúc anh nổi điên nhấc tủ lạnh lên, định ném vào em trai chỉ vì nó ăn hộp kem của mình. Kishitani Shinra, bạn Shizuo nói rằng não con người luôn biết kìm hãm bớt sức mạnh, ngăn chặn việc cơ thể bị quá tải. Tuy nhiên não của Shizuo lại mất đi cơ chế này, khiến anh có thể tuỳ ý sử dụng 100% sức mạnh trong người. Cái giá phải trả là Shizuo luôn bị thương nặng và gãy xương, dần dần cơ thể anh trở nên mạnh hơn, thậm chí không biết đau là gì.
Shizuo có mối thù thâm căn cố đế với Orihara Izaya từ hồi trung học và nỗi căm ghét này ngày càng tăng thêm, tỉ lệ thuận với số lần Izaya chơi xỏ anh. Shizuo mặc dù rất nóng nảy, trẻ con nhưng thực ra là một người tốt. Anh rất yêu thương em trai, hết lòng vì bạn bè. Bằng chứng cho tình anh em chính là bộ đồ bartender Shizuo mặc, vốn là quà tặng của Kasuka. Một trong những lý do làm Shizuo nổi cáu là nghe ai đó nhắc đến Kasuka. Shizuo luôn muốn sống yên ổn, tránh xa bạo lực nhưng anh lại gia nhập băng Dollars theo lời mời từ Semyon "Simon" Brezhnev. Câu anh hay nói nhất: "Tôi ghét bạo lực!" - "I hate violence!" Mong muốn lớn nhất của anh là đủ mạnh để chế ngự được cơn giận của mình, không cho chúng bộc phát bừa bãi. Ý nghĩa tên: Hòn đảo yên bình (Heiwajima), người thanh tịnh/ người điềm tĩnh (Shizuo).
- Orihara Izaya (折原臨也?)

Biệt danh: Bọ chét (flea), do Shizuo đặt.
Sinh nhật: 4/5
Nghề nghiệp: Môi giới tin tức
Nickname trên mạng: Kanra, Nakura
Một trong vài nhân vật nguy hiểm nhất Ikebukuro, kẻ thù không đội trời chung với Heiwajima Shizuo. Izaya là một người vô cùng khó lường, bí hiểm, có sở thích đặc biệt: Yêu con người (humanity festish), và bằng chứng tình yêu chính là việc đặt con người vào điều kiện đau khổ nhất và quan sát phản ứng của họ. Bên cạnh đó, Izaya rất thông thạo tiếng Nga. Anh thích gây ra những vụ ẩu đả cho bản thân đứng ngoài thưởng thức, cao trào là cuộc chiến lớn giữa ba phe Dollars, Khăn Vàng và đội quân Saika. Izaya còn có sở thích kì quái là chơi cờ vây, cờ vua và cờ tướng trên cùng một bàn cờ; vũ khí chuyên dùng của anh là dao bấm. Anh đứng đằng sau giật dây rất nhiều sự vụ mờ ám, ví dụ như gián tiếp hại Kida Masaomi đến nỗi cậu ta phải rời bỏ giang hồ một thời gian. Từ đó Kida luôn coi Izaya là kẻ nguy hiểm không thể động vào.
Theo nhận xét của Mikado khi lần đầu nghe kể về anh, Izaya là một cái tên khá lạ. Về phía gia đình, anh có hai em gái song sinh: Mairu & Kururi, hai chị em đều là fan hâm mộ diễn viên Hanejima Yuuhei (nghệ danh của Heiwajima Kasuka), em trai Shizuo. Izaya thường xuyên lên mạng giả gái với nickname "Kanra" và chọc tức Shizuo bằng biệt danh "Shizu-chan." Cuộc rượt đuổi giữa Shizuo và anh đã trở thành sự kiện gây ấn tượng sâu sắc nhất trong anime. Izaya cũng là một thành viên băng Dollars, đóng vai trò "phó tướng", thay mặt thủ lĩnh chiêu mộ thành viên trong băng. Ngoài nickname "Kanra", anh còn có nickname "Nakura", chuyên dùng để lừa những người tuyệt vọng, khích động họ tự tử. Một trong số đó là nữ sinh trường Raira, lớp của Mikado. May mắn thay Celty đã cứu cô gái kịp thời.
- Kishitani Shinra (岸谷 新羅?)

Sinh nhật: 2/4
Nghề nghiệp: Bác sĩ
Người yêu của Celty, làm nghề bác sĩ không giấy phép, chuyên đón tiếp thế giới ngầm. Anh là bạn từ thời tiểu học của Shizuo và bạn từ thời phổ thông của Izaya, tính tình lập dị, cổ quái di truyền từ ông bố là Shingen. Tay nghề Shinra rất giỏi nhưng anh chẳng có bằng cấp cũng như chẳng bao giờ chữa cho những ca bệnh bình thường. Ưu điểm của anh là vô cùng chung thủy trong tình yêu, mặc dù người anh yêu là cô gái không có đầu. Lần đầu Shinra và Celty gặp nhau là năm Shinra mới bốn tuổi. Trong một lần đi tàu biển, Shinra đã phát hiện một cô gái không đầu trong khoang chứa hàng, anh vội chạy đi báo với bố. Ông ấy hứa nếu Celty đồng ý cho ông xét nghiệm cơ thể, ông sẽ cho cô chỗ trú thân. Từ đó Celty lưu lại nhà bác sĩ Shinra cho đến giờ.

### Nhân vật khác
- Kadota Kyohei (門田京平?)

Biệt danh: Dota-chin, do Izaya đặt và chỉ có Izaya, Erika gọi.
Sinh nhật: 15/9
Kadota từng là thành viên băng "Xanh Vuông" (Blue Square) nhưng sau sự kiện bạn gái của Kida Masaomi bị bắt cóc và nhóm của anh đến giải cứu, Kadota đã rời khỏi băng đảng. Một thời gian sau cả nhóm anh gia nhập vào băng Dollars. Kadota là thủ lĩnh một nhóm 4 người; trưởng thành, chững chạc, điềm tĩnh, rất ghét sự xảo quyệt. Anh thích ăn sushi, soba với tempura và trà. Quá khứ của Kadota không được hé lộ nhiều, chỉ biết anh học cùng lớp với Shizuo và Shinra hồi còn cấp ba.
- Karisawa Erika (狩沢 絵理華?)

Sinh nhật: 3/11
Chiều cao: 160 cm
Thành viên nữ duy nhất trong nhóm 4 người của Kadota, Erika là otaku kiêm fujoshi (người hâm mộ yaoi) chính hiệu. Vì cùng niềm đam mê, Erika luôn luôn đi chung với Yumasaki Walker. Erika thích gọi Kadota bằng biệt hiệu "Dota-chin", cô còn thích tưởng tượng ra tình yêu đồng giới giữa Izaya và Shizuo. Khi đụng đến niềm đam mê yaoi của mình, Erika trở nên cuồng nhiệt và đôi mắt cô sáng loé lên.
- Yumasaki Walker (遊馬崎 ウォーカー Yūmasaki Wōkā?)

Biệt danh: Yumacchi, do Erika đặt.
Sinh nhật: 23/1
Thành viên trong nhóm của Kadota, cũng là một otaku như Erika. Anh và Erika thích mang hàng đống manga lên xe hơi của nhóm để đọc, họ cũng hay đi dạo phố tìm mua light novel. Walker thể hiện mình như một con người vô tư, hay cười, vui tính nhưng cả anh lẫn Erika đều rất bí ẩn. Khuôn mặt của Walker gợi người ta nhớ đến nhân vật Gin Ichimaru trong "Bleach" và Ling Yao trong "Fullmetal Alchemist."
- Togusa Saburo (渡草 三郎?)

Sinh nhật: 30/7
Chiều cao: 166 cm
Chủ chiếc xe hơi mà cả nhóm Kadota đang đi. Togusa rất quý xe của mình, anh sẵn sàng nổi cơn thịnh nộ chỉ vì xe bị một vết xước nhỏ hoặc than thở khi xe bị đụng. Anh còn là người hâm mộ cuồng nhiệt nữ ca sĩ Ruri Hijiribe.
- Semyon "Simon" Brezhnev (サイモン・ブレジネフ Saimon Burejinefu?)

Nghề nghiệp: Người chào hàng ở tiệm sushi Nga
Giới tính: Nam
Seiyuu: Kuroda Takaya
Nhân viên tiệm sushi Nga ở Ikebukuro, nói tiếng Nhật không sõi lắm. Simon là người duy nhất đủ khỏe để đánh tay đôi với Shizuo và chặn anh lại mỗi khi anh tức giận. Ông nhiệt tình, mến khách, yêu hoà bình, cha mẹ ông là người Mỹ gốc châu Phi nhưng quê hương Simon lại ở Nga. Tuy trong anime không nói rõ nhưng có vẻ Simon đã nhập cư sang Nhật từ sau khi liên bang Sô Viết sụp đổ. Ở tập 24 của anime, Simon đã chặn đường đấm Izaya một cú rất mạnh, đủ sức khiến anh tông vào một cái bảng hiệu trên phố, vì biết anh đã gây ra cuộc chiến giữa ba phe Dollars, Khăn vàng và đội quân Saika. Simon nói bằng tiếng Nga rằng Izaya đừng gây náo động ở Ikebukuro nữa. Ông còn nhận xét Izaya làm tất cả việc này chỉ vì không muốn thua Shizuo, anh "bị ám ảnh bởi một thứ phức cảm (complex)" với Shizuo.
- Yagiri Namie (矢霧 波江?)

Nghề nghiệp cũ: Chủ hãng dược Yagiri
Nghề nghiệp hiện tại: Phụ tá văn phòng của Orihara Izaya
Giới tính: Nữ
Seiyuu: Kobayashi Sanae
Một cô gái xinh đẹp, thông minh, lạnh lùng và yêu em trai đến điên cuồng. Vì chiều theo em trai là Seiji (bạn cùng lớp của Mikado) nên Namie không từ thủ đoạn nào. Cô đã nhờ bác sĩ Shinra phẫu thuật chỉnh hình cho Harima Mika - nữ sinh luôn đeo bán em trai cô, để khuôn mặt Mika giống hệt cái đầu của Celty, "thứ" mà Seiji yêu. Sau này khi mọi chuyện cô làm bị vỡ lở, Namie phải bỏ hãng dược về làm phụ tá cho Izaya.

## Nhạc phim
Nhạc mở đầu:
1) Uragiri No Yuuyake, trình bày: Theatre Brook.
2) Complication, trình bày: Rookiez is Punk.
Nhạc kết thúc:
1) Trust me, trình bày: Matsushita Yuya.
2) Butterfly, trình bày: ON/OFF.

## Nhận xét
sugarplumfairy, MAL
"Durarara is nothing like Baccano, I can guarantee you that. Don't be fooled by its action scenes, non-linear storytelling or awesome opening sequence. Durarara is a ride which twists your insides really tight then suddenly explodes in your face."
---> Dịch: "Durarara hoàn toàn không giống Baccano, tôi có thể đảm bảo với bạn điều đó. Đừng để bị lừa bởi những pha hành động, lối kể chuyện phá cách hay đoạn mở đầu anime tuyệt vời. Durarara là một chuyến hành trình xoắn lấy bạn thật chặt từ bên trong, rồi đột nhiên bùng nổ trước mắt bạn."
grudgeal, AniDB
"Overall, Durarararararara!! is a very good show, bordering on but not quite reaching a status of great."
---> Dịch: Về mọi mặt, Durarararararara!! rất hay, dù vậy nó vẫn chưa đạt tới ngưỡng tuyệt vời."
Durarara!! được chuyển thể từ light novel cùng tên của tác giả Narita Ryohgo, người đã từng có series Baccano! đã được làm thành anime rất nổi tiếng. Nếu ai đã từng xem "Baccano!" ắt sẽ nhận ra phong cách quen thuộc của nó trong "Durarara!!": Mỗi nhân vật xuất hiện đều có một mẩu chuyện riêng biệt, chúng gặp nhau ở một điểm nào đó và chồng chéo lên nhau, tạo thành câu chuyện tổng thể đan xen như mạng nhện; nếu bạn đã từng coi một bộ phim của Quentin Tarantino, đặc biệt là phim "Pulp Fiction" và "Inglourious Basterds" thì anime này cũng giống như vậy. Có lẽ khi hình thành phong cách kể chuyện độc đáo này, tác giả đã từng đứng ở một nơi đông người và tự hỏi không biết những con người trước mặt mình là ai, họ đang làm gì, họ muốn đi đâu; mục tiêu của họ chỉ có họ biết nhưng vô số những mục tiêu như vậy đã đưa những người ấy gặp nhau tại địa điểm này, vậy sẽ thế nào nếu ta viết một câu chuyện về những câu chuyện của những con người đó. Giống như cách nó đã thành công ở "Baccano!", kiểu dẫn chuyện này có đóng góp không nhỏ vào sự hấp dẫn của "Durarara!!!" 
Mỗi tập anime đều được kể chuyện theo ngôi thứ nhất, người kể có thể là Midado, Masaomi, Anri, cũng có khi là nhân vật ít nổi bật như nhóm bốn người của Kadota Kyohei. Trong "Durarara!!" khó có thể nói nhân vật nào là chính hoặc phụ. Mọi nhân vật lớn nhỏ đều là một phần không thể thiếu trong câu chuyện, từ một người chào hàng sushi, một cặp tình nhân cho đến những cô cậu học sinh bình thường. Ở Ikebukuro, không có gì là không thể.